# Pesta Negra
La pesta negra fou una pandèmia, molt probablement de pesta, que possiblement s'originà el 1346 al nord de la Xina i, a través de Síria, s'estengué successivament per Anatòlia i Tràcia fins a arribar a Grècia, Egipte i els Balcans. El 1347 arribà a Sicília i des d'allà passà a Gènova; el 1348 havia infectat Suïssa (excepte els Grisons) i tota la península Itàlica, on només el territori del Ducat de Milà en fou parcialment estalviat. Des de Suïssa s'estengué a França i la península Ibèrica i el 1349 arribà a les Illes Britàniques. El 1353, després d'haver infectat tot Europa, els focus de la malaltia es reduïren fins a desaparèixer. Segons estudis moderns, la pesta negra matà com a mínim un terç de la població del continent, és a dir, gairebé 20 milions de persones. El juny de 2022 es publicà a la revista Nature els resultats de la investigació d'un equip multidisciplinari internacional format per investigadors dels instituts Max Planck d'Antropologia Evolutiva i de Ciència de la Història Humana, a Alemanya, i de la Universitat de Stirling, al Regne Unit que, desafiant la teoria tradicional de l'origen xinès de la pandèmia, situen els orígens d'aquesta en l'actual Kirguizstan.
Gairebé tots els estudiosos estan d'acord que la pesta negra era una infecció causada per Yersinia pestis, un bacteri aïllat el 1894, que generalment es transmet de les rates als éssers humans a través de les puces. Sense tractament adequat (que no existia al segle xiv), la malaltia té una taxa de mortalitat que va des d'un 50 per cent fins a gairebé el 100 per cent segons la forma que prengui: bubònica, septicèmica o pneumònica.

Difusió de la gran pesta a Europa

A més de les seves conseqüències devastadores sobre la demografia del continent, la pesta negra tingué un fort impacte sobre la societat d'aquella època. A la cerca d'explicacions i remeis, algunes poblacions arribaren a culpar-ne els jueus, que foren l'objecte de persecucions i massacres. Molta gent atribuí l'epidèmia a la voluntat de Déu, fet que contribuí al naixement de diversos moviments religiosos, entre els quals destaquen els flagel·lants. La pesta també influí significativament en la cultura. En el seu Decameró, Giovanni Boccaccio utilitzà joves florentins que havien fugit de la ciutat empestada com a narradors. La «Dansa de la Mort» fou un tema recurrent en les representacions artístiques del segle següent. Fins i tot després del final de la gran epidèmia, la pesta continuà assotant la població europea amb una menor intensitat i una freqüència gairebé constant al llarg dels segles posteriors.

## Etimologia

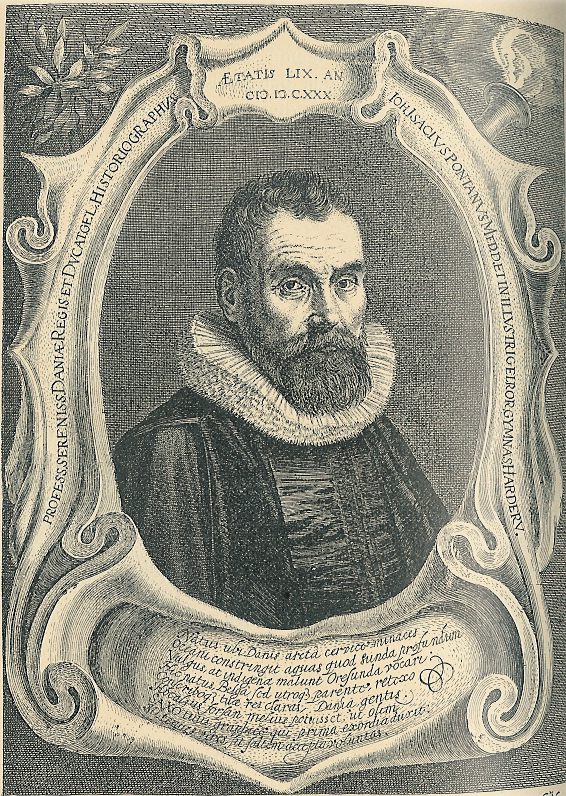
Johannes Isacius Pontanus

Durant l'edat mitjana, la paraula «pesta» (del llatí pestis, 'destrucció', 'ruïna' o 'epidèmia') es feia servir per referir-se a un ampli ventall de malalties que es caracteritzaven pel seu alt grau de mortalitat i difusió, incloent-hi el còlera, el xarampió i la verola. El terme «pesta negra» sorgí al segle xiv de l'observació dels símptomes que provocava en les persones, com ara l'aparició de taques fosques i lívides d'origen hemorràgic que es manifestaven a la pell i les mucoses dels malalts. Els contemporanis s'hi solien referir com a febris pestilentialis, infirmitas pestifera, morbus pestiferus, morbus pestilentialis, mortalistas pestis o simplement pestilentia. Els autors coetanis també li donaren els noms de «gran pesta» i «gran pestilència».
L'epidèmia de mitjan segle xiv es coneix igualment com a «mort negra» (del llatí mors nigra). El terme fou utilitzat per primera vegada el 1350 per Simon de Couvin, astrònom belga autor del De judicio Solis en convivio Saturni, una obra en la qual plantejà la hipòtesi que la malaltia era el resultat d'una conjució entre Saturn i Júpiter:
| « | Quan el rei posà fi als oracles del judici, nasqué la Mort Negra i les nacions s'hi rendiren. | » |

L'epidèmia del segle xiv també fou anomenada «mort negra» a la Rerum Danicarum Historia de l'historiador flamenc Johannes Isacius Pontanus, publicada el 1631, tot i que en aquest cas l'expressió llatina era atra mors:
| « | Habitualment, pels seus efectes, l'han definit com a mort negra. | » |

En realitat, al tractat del segle xii De signis i sinthomatibus egritudinum, del metge francès Gilles de Corbeil, el terme atra mors ja s'havia fet servir per referir-se a la febre pestilencial (febris pestilentialis). L'expressió «mort negra» (svarti dauði en islandès i den sorte dod en danès) es difongué per Escandinàvia i seguidament per Alemanya, on gradualment fou associada a la plaga del segle xiv. El terme fou emprat per primera vegada en anglès el 1755. El 1832 l'expressió fou represa pel metge alemany Justus Hecker. El seu article sobre la pesta del 1347–1353, Der schwarze Tod im vierzehnten Jahrhundert: Nach den Quellen für Ärzte und gebildete Nichtärzte bearbeitet, tingué un gran impacte, en part perquè fou publicat durant la gran epidèmia de còlera que assolà Europa entre el 1826 i el 1837. L'article fou traduït a l'anglès el 1833 i publicat moltes vegades.

## Precedents i consciència social de les epidèmies

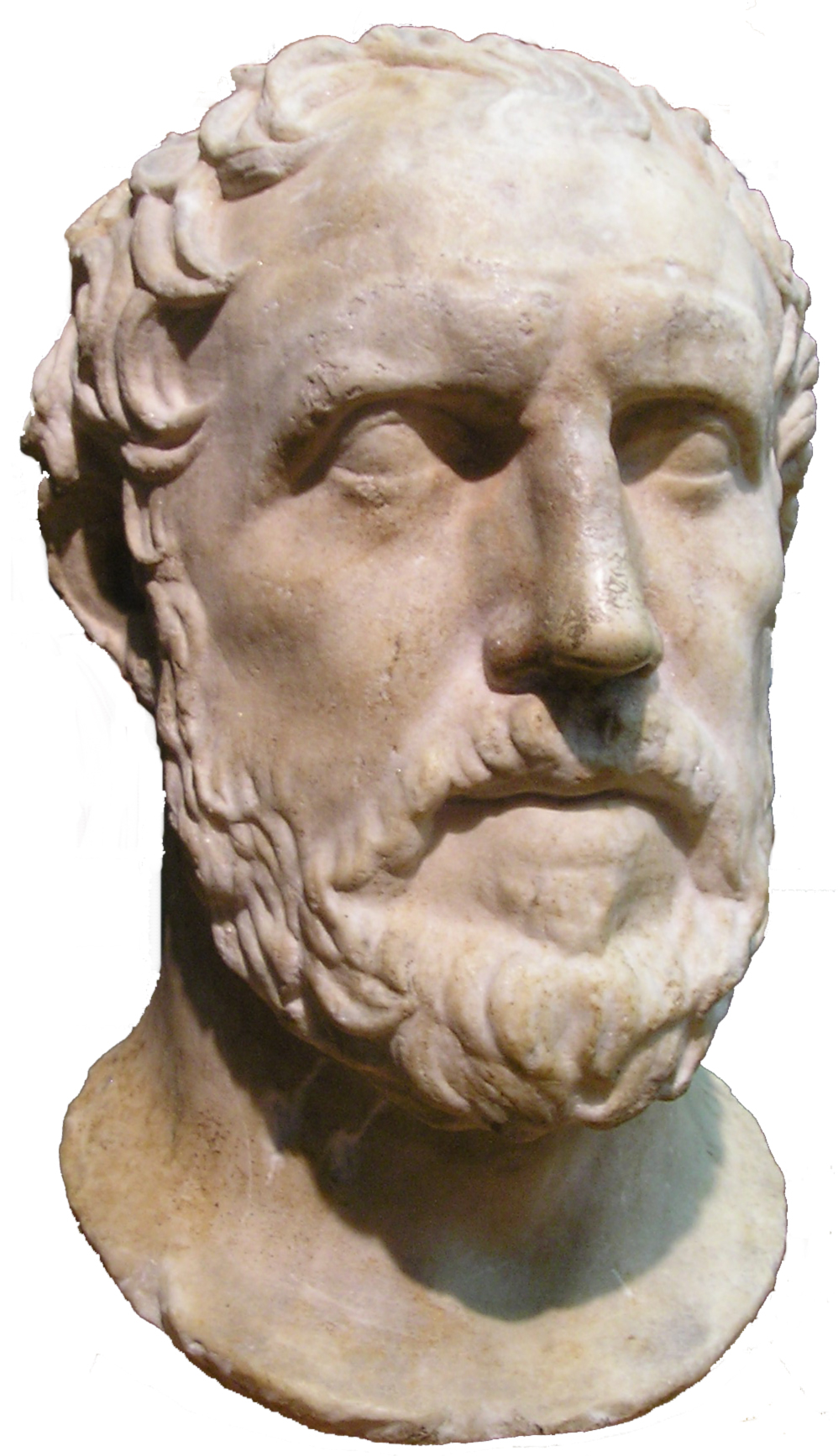
L'historiador Tucídides descrigué la plaga d'Atenes a finals del.

Malgrat que encara no sabien com prevenir-les o curar-les, les persones del segle xiv eren conscients de les epidèmies. Les grans pestilències del passat ja s'havien documentat a la Bíblia. A Deuteronomi 32.23-24 es pot llegir: «apilaré desgràcies damunt d'ells, gastaré contra ells les meves fletxes: fam que extenua, febres que abaten i epidèmies malignes».
En la seva Història de la guerra del Peloponès, l'historiador Tucídides descriu la plaga que feu estralls a Atenes durant el transcurs de la seva guerra contra Esparta (431–404 aC) i es considera que contribuí a la desfeta dels atenencs. Galè, Hipòcrates, Plató, Aristòtil i Ruf Efesi foren altres escriptors antics que descrigueren epidèmies. Metges com Hipòcrates i Galè sostenien que la causa es trobava en els «miasmes», efluvis nocius que, segons la teoria dels humors, trastornaven l'equilibri de l'organisme. Tanmateix, la manca de nocions d'epidemiologia feu que cap d'ells no reconegués la contagiositat entre els éssers humans.
El 541, Constantinoble fou assolada per la pesta de Justinià, una epidèmia narrada amb gran detall per l'historiador Procopi que, després d'haver mort un 40% de la població de la capital romana d'Orient, s'estengué per la regió mediterrània en diverses onades fins a mitjan segle viii i deixà entre 50 i 100 milions de morts, cosa que en fa la primera pandèmia documentada de la història. Quan la pestilència arribà a Roma el 590, la tradició diu que fou aturada gràcies a una processó penitencial ordenada pel papa Gregori el Gran, durant la qual hauria aparegut l'arcàngel Miquel.
El món musulmà tampoc no fou estalviat de les epidèmies. Es coneixen com a mínim cinc pestilències posteriors a l'Hègira: la «pesta de Xiraway» (627–628), la «pesta d'Amwas» (638–639), la «pesta violenta» (688-689), la «pesta de les verges» (706) i la «pesta dels notables» (716–717).
Les persones del segle xiv eren conscients de l'existència d'altres malalties epidèmiques, com ara la verola i el xarampió. Tanmateix, com que els malalts que sobrevivien a aquestes infeccions quedaven immunitzats de per vida, creien que les epidèmies només afectaven els infants. A més a més, ignoraven el concepte de contagi i pensaven que les malalties eren una qüestió de cada individu.

## Difusió

Mapa on s'observa la propagació de la pesta negra pel continent europeu a mitjan

No és del tot clar l'origen del brot de pesta que afectà l'Europa del segle xiv. S'especula que hauria pogut originar-se al nord de l'Índia, per bé que la teoria més estesa situa els primers casos a les estepes de l'Àsia central, des d'on els exèrcits i els mercaders mongols l'haurien transmès, en direcció est i oest, tot aprofitant la Ruta de la Seda. Així, seguint aquesta teoria, es troben els primers brots a la Xina durant la dècada de 1330, on se sap que la plaga afectà la província xinesa d'Hopei el 1334.
Ara bé, l'entrada de l'epidèmia a terres europees cal buscar-la a la península de Crimea (Rússia). La República de Gènova, una de les principals potències comercials d'aquell temps, havia establert una colònia a Kaffa (actual Feodòssia). Els exèrcits mongols van assetjar la ciutat durant temps i se sap que un dels mètodes d'atac emprats consistia a llençar amb catapultes cadàvers infectats dins la ciutat. L'octubre de 1347, una flota de vaixells genovesos que fugien del setge de Kaffa arribà a la ciutat siciliana de Messina amb la majoria dels seus tripulants infectats o morts. A més a més, se suposa que els vaixells portaven també rates i puces infectades.
Des de Messina, la plaga saltà cap a Gènova i Venècia (entre 1347 i 1348), i des d'Itàlia s'estengué en direcció nord-oest cap a tot el continent, arribant a la península Ibèrica, França i Gran Bretanya abans del juny de 1348. S'escampà, llavors, cap a Alemanya i els països escandinaus on arribà entre 1348 i 1350, i finalment a Rússia cap al 1351. L'Imperi Romà d'Orient quedà devastat per l'epidèmia. Tanmateix, algunes zones del continent no es van veure afectades per la plaga, com per exemple Polònia o algunes zones de Bèlgica i els Països Baixos.
Moltes persones van creure que la pesta negra era un càstig de Déu a causa dels pecats que cometien. Grups de religiosos, com els flagel·lants, recorrien les ciutats en processó flagel·lant-se l'esquena per fer penitència. De fet, com que anaven de ciutat en ciutat, van participar de manera involuntària en la propagació de la pesta.

## Formes i símptomes de la malaltia
La pesta presenta tres variants típiques:
- La pesta bubònica: és la forma més comuna de pesta. Es transmet per la picada de la puça, que viu com a paràsit de la rata, la primera a infectar-se amb el bacteri. La seva taxa de mortalitat, sense tractament, se situa entre el 30% i 75% dels casos. El símptoma característic d'aquesta variant de la malaltia és l'aparició de bubons a l'engonal, el coll i les aixelles, pels quals supura pus i sang. L'aparició d'aquestes tumoracions va acompanyada de febre alta (entre 38 i 41 °C), vòmits i confusió o deliri.
- La pesta pulmonar o pesta pneumònica: és la segona variant més estesa de la malaltia i sol donar-se en climes freds. És l'única de les tres variants que es transmet per via oral, i l'única que segueix la via home-home, a través de gotes de saliva contaminada pel bacteri d'una persona infectada. La taxa de mortalitat és altíssima, del 100% sense tractament des dels primers moments de la infecció. Els símptomes característics són la dificultat per respirar (dispnea), l'aparició de coloracions blavoses/violàcies pel cos (especialment a la cara) com a resultat d'una cianosi i, sobretot, l'expectoració sangonosa.
- La pesta septicèmica: és la menys freqüent de les tres formes, però, alhora, la més mortífera, atès que la infecció envaeix ràpidament el torrent sanguini. Causa la mort a gairebé a tots els malalts. Els símptomes més característics són la febre alta i l'aparició de taques de color fosc o morat per tot el cos, originades per hemorràgies sota la pell.

Així doncs, tot i que originàriament el brot de pesta correspondria a la varietat bubònica, a mesura que aquesta es propagava donà lloc a l'aparició de les altres variants, que són sempre secundàries.
Durant els primers dies, i coincidint amb el període d'incubació de la malaltia, la persona infectada no presenta cap simptomatologia. Passats uns dies, però, aquesta es manifesta amb tota la seva virulència i la majoria de les víctimes moren en el termini de quatre a set dies.

## L'antisemitisme desfermat i el context religiós
Analfabets i profundament supersticiosos, la majoria d'afectats per la pesta negra creien en la Ira Dei o ira de Déu, atribuint la plaga a un merescut càstig diví. D'aquí que es comencessin a generalitzar processons de penitents gegantines (de fins a més de 10.000 persones), gent que es flagel·lava constantment per tal de redimir-se als ulls de Déu (amb el consegüent perill d'accentuar l'epidèmia transportant-ne els bacteris d'un poble a un altre). Els penitents anaven equipats amb enormes fuets i creus de ferro, exaltats d'una profunda xenofòbia antisemita i anunciant la fi del món i l'Apocalipsi.
Els que encara s'aguantaven sans es posaven sota la protecció de Sant Roc o de Sant Sebastià (arran de les nafres i tota mena de ferides que patiren aquests sants, com se'ls representa a les imatges). Fins i tot s'arribaren a generalitzar tot un reguitzell de remeis suposadament eficaços, però que avui ens semblarien del tot ridículs per tal de frenar l'epidèmia.
Sovint les acusacions envers els jueus (s'afirmava que ells eren els culpables de l'enverinament premeditat de pous i fonts) ja eren suficients per desfermar la histèria col·lectiva i oferir una explicació antisemita. Les masses, enfurismades, assaltaren i incendiaren els calls de Basilea, Zúric, Chillon, Barcelona, Cervera, Tàrrega, Estrasburg, Toledo, Magúncia o Londres, però el papa Climent VI va arribar a firmar una butlla on negava la culpabilitat jueva (perquè ell també veia, amb tota la raó del món, que els jueus també patien i morien de pesta) alhora que oferí aixopluc als refugiats hebreus al seu feu del comtat de Venaissin (prop de la cort papal d'Avinyó). Més o menys 200 foren les comunitats semites que desaparegueren arreu del continent, malgrat aquesta rectificació papal d'última hora.
Les extravagàncies més incongruents arribaren també de la mà d'astròlegs i físics com ara els de la Sorbona de París, que anunciaren al rei Felip VI de França que tot plegat era culpa d'una maligna conjunció astrològica dels planetes Saturn, Júpiter i Mart el 24 de març del 1345. L'estadística general ha facilitat la xifra d'uns 75 milions de morts arreu del món a causa d'aquesta pandèmia, fet que suposà almenys una disminució notable de la població humana de l'època (quelcom que molts científics han classificat com un mecanisme natural de limitació i correcció de la demografia planetària). El tercer genet de l'Apocalipsi (la pesta) fou segurament el més temut i singular dels quatre (Fam, Guerra i Mort són els altres tres), però l'Europa del segle xiv patia tot un seguit de convulsions que accentuaren el panorama apocalíptic: la Guerra dels Cent Anys entre França i Anglaterra, l'avanç turc per l'Orient, guerres marítimes entre les repúbliques italianes, la Reconquesta a Espanya… i fins i tot un canvi sobtat del clima feu que les circumstàncies fossin encara més dures, perquè entre 1315 i 1322 la temperatura mitjana disminuí notablement (una petita era glacial) i es glaçaren moltes collites. Sumant a tot això, la falta de previsió, les poques barreres que haurien pogut apaivagar els efectes de la pesta negra es van ensorrar l'una rere l'altra.
Podem conèixer l'impacte d'aquesta pandèmia a través del recompte de les làpides dels cementiris medievals –encara que molts difunts no morissin exactament de pesta-, la rapidesa de rotació dels càrrecs públics i clericals –que quedaven vacants- o la desaparició sobtada de comunitats monacals i llogarets que havien rebut l'impacte de l'epidèmia de forma directament devastadora. D'altra banda també en conservem les cròniques que es redactaren tot descrivint els efectes i les conseqüències de l'epidèmia per part de nombrosos testimonis.

## Zones no afectades i explicacions científiques
Tot i la gran difusió de la plaga, algunes zones del continent europeu aconseguiren deslliurar-se'n amb penes i treballs. Entre elles destaquen bona part dels Pirineus occidentals (que estaven molt mal comunicats), part de Polònia i les llunyanes terres de Rússia, Escòcia, Noruega, Suècia i Irlanda. La ciutat de Milà, per exemple, és un cas a part, perquè s'aïllà del món exterior a base d'extraordinàries mesures de control.
D'altra banda, es finançaren i aixecaren hospitals i cases de curació per als afectats, ja que metges com ara l'espanyol Luis Mercado o el francès Guy de Chauliac relacionaren l'epidèmia amb els rosegadors i la seva convivència entre la població que malvivia amuntegada a les ciutats en males condicions higièniques. Ja al segle xi, el gran metge àrab Avicenna havia relacionat amb força encert la pesta amb les rates, encara que aleshores els mètodes científics no deixaven de ser realment extravagants: els metges duien un vestit per evitar el contagi consistent en una gorra i una màscara, gairebé sempre d'una peça i amb un bec ben llarg i metàl·lic farcit d'estopa amb vinagre, per tal d'apropar-se sense córrer riscs als malalts.

## La marginació social i la histèria col·lectiva
Els empestats van ajuntar-se a un altre col·lectiu terriblement marginat de la vida social com era el dels leprosos (que anaven de poble en poble fent servir una campaneta o un esquellot per advertir de la seva presència). No només la pesta negra afectà els subconscients col·lectius d'una manera tan acusada; d'altres fenòmens de caràcter més aviat psicològic contribuïren a desfermar una incontrolable suggestió d'integrisme religiós que arribava a límits de paroxisme místic. Moltes regions del continent es van veure inundades de grapats de fidels que se suïcidaven col·lectivament o bé es llençaven a predicar una nova croada alliberadora per a redimir els seus pecats. Un bon exemple n'és la Croada dels Nens del 1212, originada per les prèdiques d'alguns religiosos fanàtics que arribaren a influir completament les masses de nens i adolescents fent que milers d'ells es mobilitzessin rere un ideal exaltat que prometia la reconquesta de Terra Santa de les mans dels infidels musulmans. Allà on els cavallers croats no havien pogut triomfar, asseguraven que els infants i joves assolirien una victòria definitiva sense ni tan sols prendre les armes. Malgrat que l'Església catòlica va condemnar aquella bogeria, el Papa Innocenci III es va veure impotent a l'hora d'evitar que fins a un total de dues expedicions infantils i juvenils sortissin de França i Alemanya encapçalades per dos nens –Nicolau i Esteve- que eren considerats directament interlocutors amb Déu.
A banda de ser una possible causa de la llegenda (que derivà en conte popular) del flautista de Hamelin –el record quedà molt marcat a Alemanya- uns 15.000 nois i noies moriren de fred i fam pels camins… o acabaren convertits en esclaus quan foren capturats per comerciants egipcis que aprofitaren l'avinentesa per fer un sucós negoci. Anys més tard també es feu tristament famosa la Croada dels Pastorets (1251), de grups d'adolescents de 15 anys comandats per l'obscur monjo Jacob que, després de moltes atrocitats, acabaren per saquejar i predicar una nova religió basada en l'amor, a la tradicional zona herètica d'Occitània, influïda pel catarisme. Condemnats també per l'església, foren perseguits i exterminats progressivament per tal de garantir l'ordre i eliminar aquella subversió que discutia el feudalisme i la jerarquia eclesiàstica (els darrers pastorets foren liquidats per les tropes d'Enric III d'Anglaterra).

## El ball de Sant Vitus i el Foc de Sant Antoni
Un altre cas d'autèntica histèria col·lectiva que se sumà a l'onada empesa per la pesta negra es produí l'any 1352 a la ciutat d'Aquisgrà, on aparegué tot un seguit de persones que –de cop i volta- es llençaven a ballar amb crits, contorsions, udols i un ritme tan frenètic que acabaven per caure a terra estabornides i quasi sense alè. La gent creia que aquell deliri de ballar s'encomanava contagiosament, i per això les rotllanes de balladors s'anaren fent cada cop més i més grans a mesura que la histèria creixia. L'anomenat ball de Sant Vitus –que ha quedat en el lèxic popular per referir-se al fet de no parar mai quiet- va viure el seu auge a la ciutat d'Estrasburg. Segons els testimonis, l'èxtasi que embriagava els homes i dones que el patien venia d'una malaltia que infectava els centres nerviosos produint contorsions a la cara, les mans, els braços i els peus (alhora que s'hi sumava la mística religiosa del subconscient). Alguns van atribuir-ho a la picada d'una taràntula. D'això que a Itàlia encara hi hagi una dansa popular anomenada tarantel·la (sobretot a la zona napolitana, on es frenà finalment l'epidèmia).
A més a més, també va fer-se famós l'anomenat foc de Sant Anton, una espècie d'infecció epidèmica que assolà Europa cap al 1089 i que ennegria els membres dels malalts fins a produir-los una gangrena dolorosament fatal. Es va confondre durant un temps amb l'erisipela, però els seus símptomes eren força diferents: s'encomanava a primers de tardor, després d'un estiu humit, nuvolós i xafogós, i els malalts que en patien les conseqüències acostumaven a refugiar-se als monestirs sota l'advocació de Sant Antoni (d'aquí el nom de Foc de Sant Anton). S'associava al sant a una mena de foc interior que cremava i consumia el cos, encara que aviat es va notar que la malaltia no acostumava a durar més d'un any, car en començar la collita de blat i civada desapareixia totalment. El resultat final fou relacionar-ho amb la mala collita i la humitat arran d'uns fongs paràsits (Claviceps purpurea) que infectaven la civada intoxicant el cereal i acabant per produir la gangrena als qui en menjaven.

## Conseqüències econòmiques, demogràfiques i polítiques
Pel que fa a les conseqüències econòmiques, van ser especialment visibles als nuclis urbans per la major presència de població. Es caracteritzen per la caiguda de la producció artesanal, una paràlisi comercial derivada de l'eliminació de qualsevol relació comercial per evitar més contagis i una crisi social. Pel que fa al camp, la pesta negra va tenir un menor impacte tenint en compte la menor densitat de població: es generalitzà l'abandonament de camps, masos i pobles; l'èxode dels pagesos cap als nuclis urbans deixà despoblats molts territoris; la pèrdua dels cultius i la seva substitució per la ramaderia (a Castella la famosa ovella merina) arruïnà molts camperols; i la radicalització de la pagesia, ja que es produïren revoltes camperoles contra l'opressió feudal (les remences catalanes, la jacquerie francesa, els camperols anglesos que assaltaren Londres el 1381…). Aquestes conseqüències derivaren en una transformació de les estructures socials del camp català. A Catalunya es perdé un terç de la població. A Barcelona va arribar per la via pirinenca, a través dels contactes amb Marsella i Perpinyà, i també a través dels ports comercials.
Les conseqüències polítiques tingueren igualment un abast decisiu: alts càrrecs i figures polítiques coronades caigueren davant la mort amb rapidesa. Són els casos, per posar uns quants exemples, del rei Alfons XI de Castella (mort quan assetjava Gibraltar l'any 1350), la princesa Joana de Plantagenet (filla d'Enric III d'Anglaterra que anava a casar-se amb l'hereu de Castella, futur Pere I el Cruel), Elionor de Portugal (reina d'Aragó, segona esposa de Pere III el Cerimoniós, que morí l'any 1348 a la ciutat de València, a l'any de casada), el teòleg anglès Thomas Bradwardine (gran matemàtic i professor, arquebisbe de Canterbury) o l'any 1270 el rei Lluís IX de França (que assetjava Tunis durant la darrera de les croades).
La fuga de nobles i burgesos amb possibilitats de fugida cap a zones més aïllades i apartades, cap a vil·les o castells on podien quedar reclosos del món exterior (com es relata, per exemple, al Decameró de Boccaccio) també fou un fet comú. El Papa Climent VI es va salvar pels pèls en seguir els consells del seu metge personal, Guy de Chauliac, que li va recomanar aïllar-se en una torre –quasi tapiada- fins que passés l'epidèmia. Malgrat aquesta cautela, Guy va cometre un error enorme en aconsellar que els cadàvers dels difunts fossin llençats al Roine… fins que tornaren a emergir a l'alçada de Niça i Marsella, on encara van fer més mal i ocasionaren nous rebrots de la pandèmia.
Algunes tradicions dels territoris de llengua catalana, com la rogativa que es fa cada set anys de Vallibona (Ports) a Pena-roja (Matarranya), es remunten a aquesta pesta.

## L'impacte en l'art i el folklore popular
Artísticament parlant, la pesta va quedar gravada en el pensament cristià i perduraria durant segles sota la forma d'una amenaça mortal, tant en dibuixos i gravats com en pintures o escultures que representaven la Mort amb esquelets macabrament irònics.
Són molt il·lustratius en aquest sentit els quadres de Brueghel el Vell o les il·lustracions de Hans Wieditz per al De Remediis de Petrarca; el folklore popular va incorporar les famoses danses macabres o Dansa de la Mort, de les quals encara resta, com a únic i tètric testimoni, la dansa de la mort de Verges (Baix Empordà).
La dansa de la Mort era una al·legoria molt tenebrosa que acostumava a representar-se vora les esglésies durant Setmana Santa, amb una processó d'esquelets dansaires que desfilaven sota una tètrica melodia, amb timbals i passos marcadament sinistres. La idea del memento mori ('recorda que moriràs') es fa omnipresent en aquestes processons: els esquelets simbolitzen una mort que no respecta ningú, ni rics ni pobres, ni humils ni poderosos. Igualment va triomfar com a imatge poètica.